# Jack Sheppard
Jack Sheppard (4 de marzo de 1702-16 de noviembre de 1724) fue un destacado criminal inglés del Londres de principios del siglo XVIII. Nacido en el seno de una familia pobre, fue aprendiz de carpintero hasta 1723; sin embargo, a siete meses de concluir su entrenamiento laboral, empezó a dedicarse al robo. Durante 1724, fue arrestado y encarcelado cinco veces, aunque logró escaparse en cuatro ocasiones, situación que permitió que se convirtiera en una figura pública y popular entre los pobres. Finalmente fue capturado, condenado y ahorcado en Tyburn, donde acabó su breve carrera criminal de menos de dos años. Varios motivos lo llevaron a su perdición, entre los cuales se encuentra la incapacidad del célebre «captor de ladrones», y ladrón, Jonathan Wild, de controlarlo y dominarlo, y las lesiones que éste sufrió a manos de uno de sus amigos cercanos, Joseph "Blueskin" Blake.
Destacó por sus varios intentos de huir de la justicia por sus crímenes. Una «Narrativa» autobiográfica, que se creyó escrita anónimamente por Daniel Defoe, se vendió en el momento de su ejecución, y pronto le siguieron obras famosas. El personaje de Macheath en La ópera del Mendigo (1728), de John Gay, está basado en su vida, y su mención en esta obra ayudó a que permaneciese en primera plana durante más de un siglo. Alrededor de 1840 regresó nuevamente al consciente colectivo cuando William Harrison Ainsworth escribió una novela titulada Jack Sheppard, con ilustraciones de George Cruikshank. La popularidad de su historia y el miedo de que otros intentaran imitar su comportamiento, condujo a las autoridades londinenses a prohibir todas las obras que lo tuvieran como protagonista durante cuarenta años.

## Primeros años

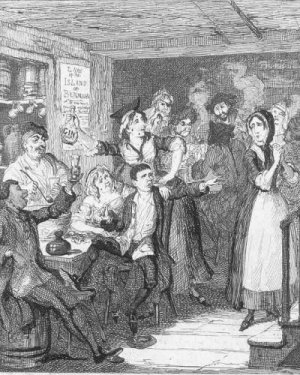
Sheppard en una taberna bebiendo licor. Grabado del artista George Cruikshank realizado para ilustrar la novela Jack Sheppard, de Ainsworth.

Sheppard nació en White’s Row, en la ciudad de Londres, en la zona de Spitalfields. Durante las dos primeras décadas del siglo XVIII, el barrio de Spitalfields fue conocido por la presencia de asaltantes de carretera y por ser un área económicamente pobre, demostrándose así que Sheppard pertenecía a una familia de escasos recursos. Fue bautizado el 5 de marzo, un día después de su nacimiento, en St. Dunstan's, Stepney, lo que sugiere el temor a la mortalidad infantil por parte de sus progenitores, posiblemente debido a que el recién nacido era débil o enfermo. Sus padres le pusieron el nombre de John, en honor a su hermano mayor, que había fallecido antes de su nacimiento. Durante su vida fue conocido como Jack, el «caballero Jack» o «el muchacho Jack». Tuvo un segundo hermano llamado Thomas, y una hermana menor, Mary. Su padre, un carpintero, murió durante su juventud, y su hermana fallecería dos años después.
Ante la imposibilidad de su madre de mantener a la familia, principalmente a falta de los ingresos de su padre, fue enviado a los seis años de edad al hospicio Mr. Garrett, ubicado cerca de St. Helen Bishopsgate, que funcionaba como una casa de misericordia donde se ofrecía trabajo a los niños desamparados. Inicialmente fue aprendiz de un carpintero de sillas de caña de la parroquia por una paga de veinte chelines. Sin embargo, su nuevo apoderado también murió tempranamente. De esta manera fue enviado a un segundo carpintero de sillas de caña, que lo maltrataba, razón por la cual a los diez años de edad empezó a trabajar como ayudante en el almacén de William Kneebone, un tapicero de muebles que tenía un establecimiento comercial ubicado en la calle Strand. Su madre había trabajado para Kneebone desde la muerte de su padre. Kneebone le enseñó a leer y a escribir, y lo envió de aprendiz del carpintero Owen Wood, en Wych Street y Durry Lane, en el barrio de Covent Garden. Es así que el 2 de abril de 1717 firmó un contrato de aprendizaje por siete años.
Hacia el año 1722, demostraba ser una futura promesa como carpintero. A los veinte años de edad era un hombre bajo de estatura, que contaba con 1,63 metros de alto, con complexión ligeramente musculada, pero engañosamente fuerte. Tenía una cara pálida, con grandes ojos oscuros, una boca grande y sonrisa amplia. A pesar de ser un poco tartamudo, su ingenio lo hizo popular en las tabernas de Drury Lane. Sirvió honestamente como aprendiz de carpintero por cinco años, pero más tarde comenzó a mezclarse con el mundo del crimen. 
Joseph Hayne, un moldeador de botones que poseía un almacén en las cercanías, también regía una taberna llamada Black Lion en Drury Lane, y promovía a los aprendices locales a frecuentarla. La taberna Black Lion era visitada por criminales como Joseph "Blueskin" Blake, quien en el futuro se convertiría en su compañero de crimen, y además por el autoproclamado «captor de ladrones» Jonathan Wild, secretamente el eje central de un imperio criminal en Londres, y más tarde su implacable enemigo.
De acuerdo con la «autobiografía» de Sheppard, este fue inocente hasta que visitó la taberna de Hayne, donde inició la inclinación por el licor y el afecto de Elizabeth Lyon, una prostituta también conocida como Edgworth Bess (o Edgeworth Bess), originaria de Edgeworth, en Middlesex. En su biografía, Daniel Defoe indica que Bess fue el gran imán que lo atrajo a la autodestrucción. De hecho, Sheppard declaró que ella fue la causa de su ruina. Peter Linebaugh ofrece una visión diferente, y explica que la transformación repentina de Sheppard fue ocasionada por el deseo de liberación de la aburrida rutina laboral, y que su progreso tuvo su inicio desde una servidumbre piadosa a una rebelión de autoconfianza influenciada por el movimiento de los niveladores.

## Carrera criminal
Sheppard se encauzó asimismo hacia un hedonístico torbellino de alcohol y prostitución. Inevitablemente su labor de carpintero se vio afectada debido a la desobediencia a su jefe. Con el patrocinio de Lyon, se dedicó al crimen para obtener mayores ganancias a las que obtenía con su sueldo legítimo. Su primer robo registrado ocurrió en la primavera de 1723 cuando sustrajo, de la taberna «Rummer» en Charing Cross, dos cucharas de plata mientras cumplía un mandado del Sr. Wood. Sus primeras fechorías no fueron descubiertas y esto le condujo a cometer crímenes más grandes, caracterizados por robos de bienes en casas donde se desempeñaba como carpintero. Finalmente renunció a su trabajo el 2 de agosto de 1723, faltándole siete meses como aprendiz; sin embargo, permaneció trabajando como carpintero. La falta de sospecha por sus crímenes le permitieron dedicarse a robos domiciliarios, y más tarde se integraría a la banda de criminales de Jonathan Wild. 
Posteriormente se mudó a Fulham, donde convivía con Lyon en Parsons Green, antes de trasladarse a Piccadilly. Cuando Lyon fue arrestada y aprisionada en St Giles Roundhouse el bedel prohibió a Sheppard realizar visitas, motivo por el cual asaltó la prisión, liberó a su pareja y se la llevó consigo.

### Primer arresto y fuga
Su primer arresto ocurrió tras cometer un robo junto a su hermano Thomas (Tom) y su amante Lyon en Clare Market el 5 de febrero de 1724. Tom, que también ejercía como carpintero, había sido condenado el anterior otoño por robar herramientas de su amo y como castigo se le había realizado una marca en su mano con hierro caliente. De acuerdo a los registros, su hermano fue arrestado por segunda vez el 24 de abril de 1724 y el temor de éste a ser ahorcado causó que informase sobre su hermano Jack, de tal forma que una orden de captura se estableció en su contra.
Jonathan Wild estaba enterado de los robos de Jack debido a que uno de sus hombres, William Field, recibió algunos de los objetos robados para venderlos. Wild pidió a uno de sus ayudantes, James Sykes (también conocido como «Infierno y furia»), retar a Sheppard a un juego de bolos en la casa pública Redgate, ubicada cerca de Seven Dials. No obstante, Sykes lo engañó al entregar información sobre su paradero a un policía de apellido Price, que pertenecía a la parroquia de St. Giles, a cambio de una recompensa de £40 por facilitar información que permitiese la captura de convictos. El magistrado, Parry, lo encarceló por la noche y lo encerró en el piso más alto de St. Giles Roundhouse, por lo que dejó pendiente el cuestionamiento. Sin embargo, después de tres horas el convicto escapó tras escalar el techo de madera y descender con una soga hecha de sábanas. Aún con sus grilletes, se mezcló tranquilamente con la multitud que había sido atraída por los sonidos emitidos durante su fuga. Además, logró distraer la atención del público, señalándoles a las sombras de la cubierta y gritando que podía ver al fugitivo, y rápidamente partió.

### Segundo arresto y fuga

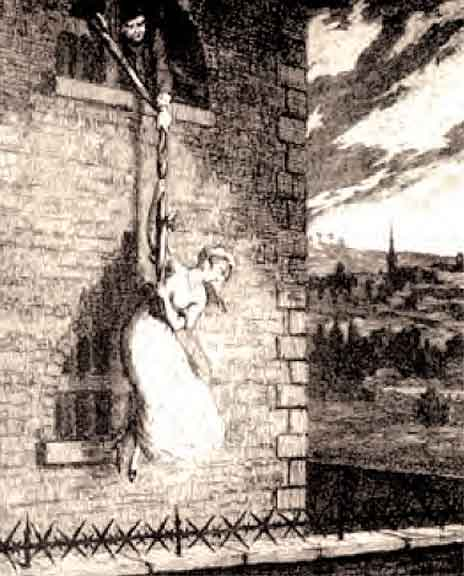
Jack utilizando una soga de sábanas atadas para descender a Bess durante su escape de la cárcel New Prison en Clerkenwell.

El 19 de mayo de 1724 fue arrestado por segunda vez después de ser sorprendido robando en la localidad de Leicester Fields (cerca de la actual Leicester Square). Es así que se lo encerró en St. Ann’s Roundhouse en Soho y al día siguiente recibió la visita de Lyon, que fue registrada como su esposa y encarcelada con él en la misma celda. Ambos se presentaron ante el juez Walters, quien los envió a la prisión llamada New Prison, ubicada en Clerkenwell. Al cabo de unos días la pareja escapó de su celda, también conocida como Newgate Ward. Precisamente el 25 de mayo —lunes de Pentecostés—, los dos reos habían limado sus esposas; además removieron un barrote de la ventana y utilizaron una soga hecha de sábanas atadas para descender hasta el suelo. Una vez en el piso, se encontraron en el patio vecino de Bridewell, y escalaron la puerta de la prisión, que tenía una altura de 6.70 metros de alto, donde finalmente obtuvieron la libertad. Esta hazaña fue ampliamente publicada por la prensa, no solo porque Sheppard tenía una baja estatura, sino debido a que Lyon era una mujer de complexión gruesa.

### Tercer arresto, juicio y fuga
Sus habilidades para robar fueron admiradas por Jonathan Wild, el cual le pidió que le entregase los objetos robados para venderlos y así obtener grandes ganancias, pero Shepperd rehusó la oferta. Tras este hecho empezó a trabajar con Joseph "Blueskin" Blake, y conjuntamente asaltaron a su antiguo patrón, William Kneebone, el domingo 12 de julio de 1724. Wild no podía permitir que Sheppard estuviera fuera de su control y buscó la forma de conseguir su arresto. Desafortunadamente para Sheppard, uno de sus cómplices, William Field, pertenecía a la banda de Wild. Después de que Jack tuviera una breve incursión con Blueskin como salteador de caminos en Hampstead el domingo 19 de julio y el lunes 20 de julio, Field lo delató con Wild. Wild pensaba que Lyon conocía el paradero de su pareja, así que empezó a sobornarle con licor en una aguardentería localizada cerca de Temple Bar hasta que ella cedió la información. De este modo fue localizado y arrestado por tercera vez en la aguardentería de la madre de Blueskin, ubicada en Rosemary Lane, al este de la Torre de Londres —más tarde renombrada Royal Mint Street—, el 23 de julio, por Quilt Arnold, un subordinado de Wild.
Sheppard fue encerrado en la prisión de Newgate con un juicio pendiente para la siguiente audiencia —Oyer and terminer— del Tribunal de Justicia. Fue procesado bajo tres cargos de robo en la corte criminal —también conocida como Old Bailey—, pero fue absuelto de los dos primeros por falta de evidencia. Kneebone, Wild y Field atestiguaron en su contra en el tercer cargo, el robo a la casa de Kneebone. Con su caso claramente comprobado, fue declarado culpable el 12 de agosto, y sentenciado a muerte. El lunes 31 de agosto llegó la orden judicial de ejecución de la corte en Windsor, establecida para el 4 de septiembre; sin embargo, logró fugarse una vez más de la cárcel. El escape ocurrió cuando Lyon y Poll Maggot lo visitaron en la prisión, y en el transcurso de la visita distrajeron a los guardias mientras él se dedicaba a aflojar y retirar un barrote de hierro de la ventana utilizada para comunicarse con los visitantes. Su delgada figura permitió que escalara y pasara por la abertura de la reja, y fue sacado clandestinamente de Newgate, disfrazado con atuendos de mujer que habían sido traídos por sus visitas. El reo utilizó una carroza que lo llevó a Blackfriars Stairs, luego se embarcó en un bote en el río Támesis que lo trasladó a Horseferry Road, una calle en Westminster, cerca de la bodega donde escondía los objetos robados, y finalmente huyó de manera efectiva.

### Cuarto arresto y fuga final

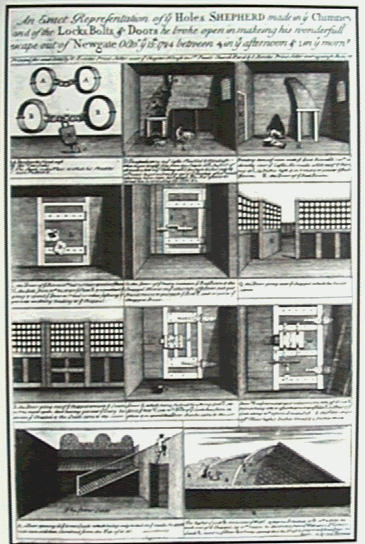
Ilustración que muestra la ruta de escape de Sheppard de la cárcel de Newgate.

Sheppard se convirtió en aquel momento en un héroe de la clase obrera —un cockney, pacífico, de buena figura y hábil para escapar a voluntad el castigo de sus crímenes—. Después de pasar unos días en las afueras de Londres y visitar a unos amigos de la familia en Chipping Warden, en el condado de Northamptonshire, regresó a la ciudad. Logró evadir ser capturado por Wild y sus hombres, pero fue atrapado nuevamente el 9 de septiembre por un alguacil de Newgate mientras se ocultaba en su escondite ubicado en Finchley Common, por lo que fue enviado una vez más a su celda en Newgate. Su fama había aumentado con cada uno de sus escapes, y era visitado constantemente por gente curiosa, famosa y bondadosa. Sus planes de fuga en septiembre fueron frustrados en dos ocasiones debido a que los guardias de la prisión encontraron en su celda limas y otras herramientas. A partir de este suceso fue trasladado a una celda de alta seguridad en Newgate, llamada Castle, donde se le colocó grilletes en las piernas y se le encadenó a dos chapas de hierro para prevenir futuros intentos de escape. Después de demostrar a los carceleros que estas medidas eran insuficientes debido a su habilidad para abrir las cerraduras de candados con una simple lima pequeña, fue atado y esposado. En su Historia, escrita por Defoe, se reporta que Sheppard tomaba a la ligera su condición, y de manera burlesca decía: «Yo soy el ovejero y todos los carceleros de la ciudad son mi rebaño, no puedo transitar por el país; sin embargo, todos están pisando mis talones».
Entretanto, el viernes 9 de octubre «Blueskin» Blake fue arrestado por Wild y sus hombres, y el hermano de Jack, Tom, era desterrado el sábado 10 de octubre de 1724 a una colonia por robo. Las nuevas sesiones de la corte se dieron inicio el miércoles 14 de octubre, y Blueskin fue juzgado el día jueves 15 de octubre, con los testimonios y evidencias en su contra por parte de Field y Wild. A pesar de que los testimonios no eran consistentes con la evidencia que presentaron en el juicio de Sheppard, Blueskin fue condenado, lo que desató su furia y atacó a Wild en la corte, acuchillándolo en la garganta con una navaja y causando alboroto en la sala. Wild tuvo suerte de sobrevivir, pero mientras se recuperaba empezó a perder el poder sobre su imperio criminal. 
Aprovechando el tumulto que se había extendido hasta la prisión de Newgate por los sucesos ocurridos en la corte, Sheppard escapó por cuarta ocasión. Abrió la cerradura de sus esposas y se liberó de las cadenas que le ataban. Aún con los grilletes en las piernas intentó escalar por el cañón de la chimenea, pero la salida estaba bloqueada por una barra de hierro incrustada en los ladrillos. Sin embargo, removió la barra y la utilizó para penetrar en la celda Red Room ubicada sobre el calabozo Castle, el cual había sido utilizado siete años atrás para recluir prisioneros jacobitas después de la Batalla de Preston. El día se oscurecía y aún llevaba consigo los grilletes en las piernas, pero se abrió camino a través de seis puertas de barras de metal y logró ingresar en la capilla de la prisión, y después llegó al techo de Newgate, que estaba a 20 metros sobre el nivel del suelo. Regresó una vez más a su celda para recoger una sábana que utilizaría para descender, y nuevamente subió a la azotea de Newgate, desde donde descendió al techo de una casa adyacente, que pertenecía a un torneador llamado William Bird. Durante la media noche, ingresó en la casa de Bird, bajó por las escaleras y salió a la calle sin que los ocupantes se dieran cuenta. Se escapó por las calles del norte y oeste, y se escondió en una boyera en Tottenham —cerca de Tottenham Court Road—. Fue hallado por el dueño del establo, y Sheppard le dijo que había escapado de la cárcel Bridewell, y que había sido encarcelado por no mantener a un —inexistente— hijo bastardo. Estuvo algunos días con las esposas en sus piernas hasta que convenció a un zapatero con el mismo relato usado antes para que trajera consigo sus herramientas de herrero y que aceptase la suma de veinte chelines por ayudarle a removerlas. Sus esposas y grilletes fueron recuperados más tarde en los cuartos de Kate Cook, una de sus amantes. Esta fuga sorprendió a todos, incluso a Daniel Defoe, quien en aquel momento trabajaba como periodista. Defoe escribió un relato para John Applebee llamado The History of the Remarkable Life of John Sheppard, donde indicaba que la gente tenía la creencia de que el diablo había ido en persona a Newgate para ayudarlo a escapar.

## Captura final

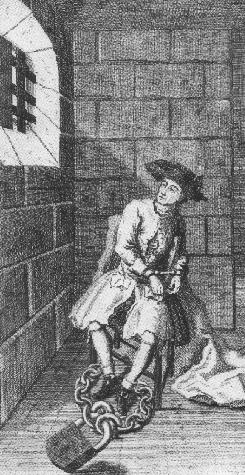
Jack Sheppard en Newgate.

Su último periodo de libertad duró dos semanas, y durante el cual se disfrazó de mendigo y regresó a la ciudad. Irrumpió en la casa de empeño de los hermanos Rawlin ubicada en Drury Lane la noche del 29 de octubre de 1724, llevándose consigo un traje de etiqueta negro, una espada de plata, anillos, relojes, una peluca y otros objetos. Se vistió como un caballero petimetre, y utilizó las ganancias de los objetos para pasar un día y la noche siguiente con dos prostitutas. En la mañana del 1 de noviembre, fue arrestado en estado de ebriedad «utilizando un hermoso traje negro, con un anillo de diamante y un anillo de cornerina, y una fina peluca ligeramente atada con un nudo».
En esta ocasión fue situado en la celda Middle Stone Room, que se encontraba en el centro de Newgate, junto a la celda Castle, y donde podía ser observado en todo momento. Además se le esposó con pesas de trescientas libras. Era tan famoso, que los carceleros cobraban cuatro chelines a los visitantes de la alta sociedad para que lo pudieran ver, y el pintor del rey, James Thornhill, le pintó un retrato. Varios personajes ilustres de la época mandaron una petición al rey Jorge I rogándole que no fuera ejecutado y que en su lugar lo desterraran a alguna colonia. La multitud de gente de buenas costumbres que lo visitó fue exorbitante, pero a pesar de todo el convicto siempre mantuvo una postura alegre y calmada, e invariablemente respondió a todo lo que se le decía con burlas y bromas. De acuerdo al relato de Defoe, a un reverendo de apellido Wagstaffe que lo visitó, le dijo: «Una lima es tan valiosa como todas la biblias del mundo».
El 10 de noviembre se presentó ante el juez Powis en la corte conocida como Court of King’s Bench en el Palacio de Westminster. Allí se le ofreció la oportunidad de que su sentencia fuese reducida a cambio de información sobre sus socios, pero despreció la oferta, y la pena de muerte fue ratificada. Al día siguiente, Blueskin fue colgado y Sheppard fue trasladado a la celda de los condenados.

## Ejecución

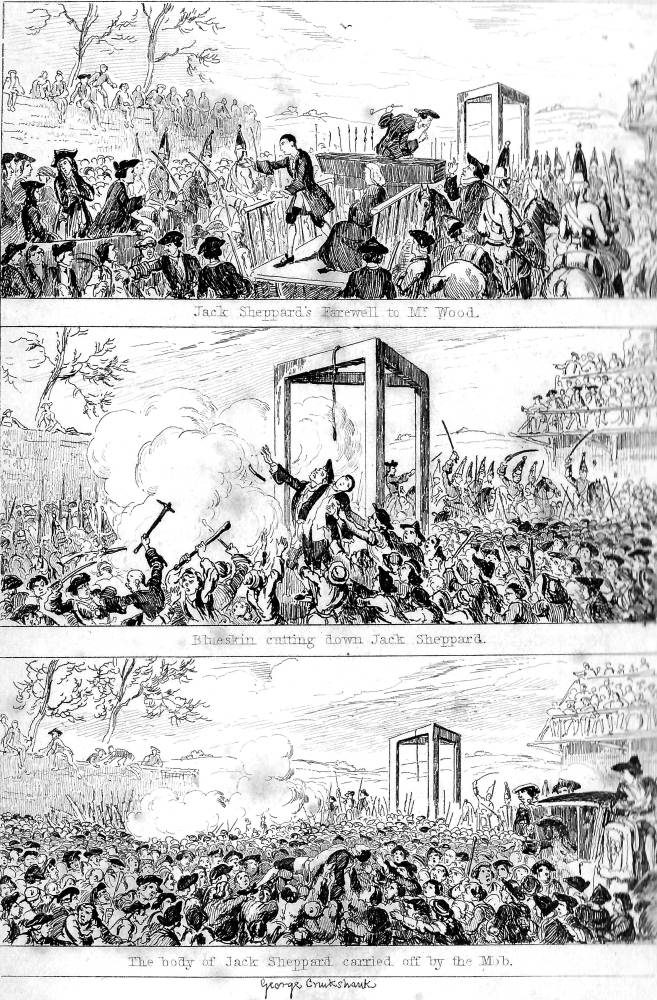
La última escena (en inglés, The Last Scene), que fue grabado por George Cruikshank en 1839 para ilustrar la novela serializada de William Harrison Ainsworth titulada Jack Sheppard. En los subtítulos se lee: «La despedida entre Jack Sheppard y el señor Wood» ("Jack Sheppard's Farewell to Mr Wood"), «Blueskin descendiendo a Jack Sheppard de la horca» ("Blueskin cutting down Jack Sheppard"), «Los restos mortales de Jack Sheppard siendo cargados por la turba» ("The body of Jack Sheppard carried off by the mob").

El lunes 16 de noviembre de 1724 fue trasladado a la horca en Tyburn para ser colgado. Planeaba escapar una vez más durante el camino hacia la horca, pero la navaja con la que pretendía cortar la soga que le ataba fue descubierta por un guardia momentos antes de que saliera de Newgate por última vez.
Una festiva procesión desfiló en las calles de Londres, en la zona de Holborn y Oxford Street, en cuyo centro iba Sheppard en una carreta, acompañado del mariscal de la ciudad y soldados con librea. Esta procesión tuvo la asistencia de aproximadamente 200.000 personas —un tercio de la población de Londres—. La procesión se detuvo en la taberna Oxford, en donde el convicto bebió una última pinta de jerez. Una atmósfera de carnaval atravesaba Tyburn, en donde se vendía la autobiografía oficial, publicada por Appleby y probablemente escrita anónimamente por Defoe. Sheppard entregó «...un papel a alguien, mientras subía al patíbulo», posiblemente como una simbólica ratificación del informe en la «Narrativa». Su complexión delgada había ayudado a sus anteriores fugas de la prisión, y por esta razón fue condenado a una muerte lenta por estrangulación en la horca. Después de ser colgado por los 15 minutos prescritos, la soga fue cortada. La multitud presionó hacia adelante para evitar que el cuerpo sin vida fuera examinado. Esto evitó inadvertidamente que el plan de sus amigos se efectuase, el cual tenía como propósito llevarlo a un doctor e intentar reanimarlo. Sus restos maltratados fueron posteriormente recuperados y enterrados durante la noche en el cementerio de la iglesia de St Martin-in-the-Fields.

## Legado
Sus hazañas han causado a lo largo de la historia una espectacular reacción del público. Incluso ha sido citado —favorablemente— como ejemplo en sermones, periódicos, panfletos, gacetas y baladas que han sido dedicadas a sus sorprendentes proezas; de hecho, su trayectoria fue adaptada al teatro casi inmediatamente después de su muerte. Harlequin Sheppard, una pantomima escrita por John Thurmond —subtitulada A night scene in grotesque characters o Escena nocturna con personajes grotescos—, se estrenó en el Teatro Real de Drury Lane el sábado 28 de noviembre, apenas dos semanas después de que fuera ejecutado. El relato de su vida se mantuvo célebre a través del Calendario de Newgate, un boletín informativo que se publicaba mensualmente en Londres sobre las ejecuciones y la biografía de los reos más famosos. También se publicó un sainete de tres actos llamado The Prison Breaker, el cual jamás fue producido teatralmente; sin embargo, posteriormente fue combinado con melodías convirtiéndose en La ópera del cuáquero —una imitación de La ópera del mendigo—, y presentada en La feria de San Bartolomé en 1725 y 1728. Un diálogo imaginario entre Jack Sheppard y Julio César se publicó en el diario British Journal el 4 de diciembre de 1724, donde Sheppard favorablemente compara sus virtudes y proezas con las del César.
Posiblemente la obra teatral más célebre basada en su vida fue La ópera del mendigo, escrita por John Gay (1728). De hecho, Sheppard sirvió como inspiración del personaje de Macheath, y su adversario, Peachun, fue basado en Jonathan Wild. La obra teatral fue popular en aquella época y fue presentada regularmente por más de cien años; incluso cabe mencionar que ayudó a recuperar la fortuna que Gay había perdido anteriormente en la obra Burbuja de los mares del Sur. Dos siglos después, La ópera del mendigo sirvió como referencia para la creación de La ópera de los tres centavos, de Bertolt Brecht y Kurt Weill (1918).
Su leyenda y su vida pudieron haber sido la fuente de inspiración para la serie de grabados de William Hogarth Industry and Idleness (1747), donde se muestra el descenso paralelo de un aprendiz, llamado Tom Idle, hacia el mundo del crimen y finalmente a la horca, junto con el auge de su compañero aprendiz, Francis Goodchild, quien contrae matrimonio con la hija de su amo y toma control del negocio, volviéndole rico, y finalmente convenciendo a Dick Whittington de convertirse en Alcalde de Londres.

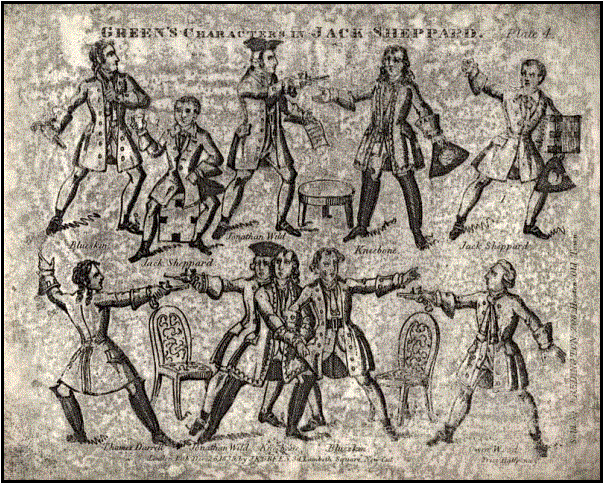
Ilustración de personajes de la obra teatral Jack Sheppard, publicada por J. K. Green el 26 de diciembre de 1839.

Un melodrama basado en su historia apareció en la primera mitad del siglo XIX, titulado Jack Sheppard, The Housebreaker, or London in 1724, bajo la autoría de William Thomas Moncrieff y publicado en 1825. Sin embargo, en aquella época tuvo más éxito la tercera novela de William Harrison Ainsworth, titulada Jack Sheppard, que fue publicada desde enero de 1839 en varios fascículos en la revista Bentley's Miscellany, con ilustraciones de George Cruikshank, superponiéndose con la circulación de los episodios finales de Oliver Twist, de Charles Dickens. Dicha obra fue una arquetípica novela de Newgate, manteniéndose cercana a los hechos reales de su vida, pero sin embargo, retratándolo como un héroe fanfarrón. Al igual que los grabados de Hogarth, la novela emparejaba el descenso de un «holgazán» aprendiz hacia el crimen con el surgimiento de un personaje típico del melodrama, Thomas Darrell, proveniente de cuna aristocrática, quien derrota a su malvado tío para recuperar su fortuna. Las imágenes de Cruikshank complementaron perfectamente el relato de Ainsworth; al respecto Thackeray escribió: «…el señor Cruikshank creó de forma tan realista las ilustraciones, que parecería que el señor Ainsworth únicamente aumentó las palabras». La novela rápidamente se volvió popular y fue publicada en formato de libro ese año, antes de que la versión serializada fuera completada, e inclusive sobrepasó las ventas de las primeras ediciones de Oliver Twist. La novela de Ainsworth fue adaptada a una exitosa obra teatral por John Buckstone y presentada en el teatro Adelphi Theatre en octubre de 1839. Efectivamente, parecería que los grabados de Cruikshank fueron creados deliberadamente para ser adaptados y repetidos en el escenario como tableaux vivants. La colaboración entre Ainsworth y Cruikshank en la elaboración de la novela ha sido descrita como el «clímax ejemplar» de la «novela pictórica dramatizada artísticamente».
El relato generó una especie de manía cultural, embellecida por panfletos, grabados, caricaturas, obras teatrales y suvenires, que no se repitió hasta la creación de la novela Trilby, de George du Maurier, en 1895. A principios de 1840, un canto de la obra de teatro de Buckstone, titulado Nix My Dolly, Pals, Fake Away, fue reportado como el causante de «ensordecer las calles». Una alarma pública se originó debido a que se temía que la gente joven pudiera imitar el comportamiento de Sheppard, y esto causó que el Lord Chamberlain prohibiera, por lo menos en Londres, la licencia de cualquier obra que contuviera a «Jack Sheppard» en el título por cuarenta años. El temor posiblemente no estaba completamente injustificado, al contrario, Courvousier, el criado de Lord William Russell, declaró en una de sus varias confesiones que el libro le había inspirado a asesinar a su amo. Frank y Jesse James redactaron cartas dirigidas hacia el periódico Kansas City Star firmando con el nombre de Jack Sheppard. Sin embargo, numerosos burlesques fueron escritos después de que la censura se retirara, como una popular pieza del teatro Gaiety Theatre, llamada Little Jack Sheppard (1885-86), escrita por Henry Pottinger Stephens y W. Yardley, y con música de Meyer Lutz y otros. 
La leyenda de este famoso ladrón resurgió varias veces en el siglo XX, entre las que se incluyen dos películas de cine mudo tituladas The Hairbreadth Escape of Jack Sheppard (1900) y Jack Sheppard (1923); un libro de Christopher Hibbert llamado The Road to Tyburn (1957); un drama británico llamado Where’s Jack? (1969), dirigido por James Clavell, con Tommy Steele en el papel principal; un proyecto de cine jamás estrenado de la productora FilmFour Productions en el 2000, titulado Jack Sheppard and Jonathan Wild, dirigido por Benjamin Ross, quien también escribió el guion con la colaboración de John Preston, y con la participación de los actores Tobey Maguire y Harvey Keitel en los papeles estelares; un drama televisivo del año 2002, llamado Invitation to Hanging; y una serie de novelas de Neal Stepheson conocidas como Ciclo barroco (2003-2004), en las que la vida de Jack Sheppard sirvió de inspiración al personaje de Jack Shafoe. 
Las razones para el duradero legado de sus hazañas en la imaginación popular han sido evaluadas por Peter Linebaugh, que sugiere que la leyenda ha sido fundada en el prospecto de excarcelación, del escape que ha sido llamado por Michel Foucault en Historia de la locura en la época clásica como el «gran confinamiento», en el cual un número «irrazonable» de miembros de la población eran encerrados e institucionalizados. Las leyes impuestas a Sheppard y a otros criminales semejantes de la clase trabajadora eran una herramienta para disciplinar a la multitud revoltosa a aceptar el aumento de leyes severas de propiedad. En el siglo XIX, Charles Mackay ofreció una opinión sobre Sheppard en el libro Delirios populares extraordinarios y la locura de las masas:

«Ya sea que la multitud, sintiendo las punzadas de la pobreza, simpatizan con los audaces e ingeniosos depredadores que se llevan la superfluidad del hombre rico, o ya sea el interés que la humanidad en general siente por la documentación de la arriesgada aventura, es seguro que la plebe de todos los países mira con admiración a los grandes y exitosos ladrones».

## Literatura recomendada
- Anónimo (también atribuido a Defoe). A Narrative of All the Robberies, Escapes, Etc. of John Sheppard. 1724 (en inglés)
- Bleackley, Horace. Trial of Jack Sheppard. Wm Gaunt & Sons, (1933), edición de 1996. ISBN 1-56169-117-8 (en inglés)
- G. E. Authentick Memoirs of the Life and Surprising Adventures of John Sheppard by Way of Familiar Letters from a Gentleman in Town, 1724 (en inglés)
- Gatrell, V. A. The Hanging Tree: Execution and the English People, 1770–1868. Oxford University Press, 1996. ISBN 0-19-285332-5 (en inglés)
- Hibbert, Christopher. The Road to Tyburn: The story of Jack Sheppard and the Eighteenth-Century London Underworld. Nueva York, The World Publishing Company, 1957 (reimpresión de 2001 de Penguin: ISBN 0-14-139023-9) (en inglés)
- Linnane, Fergus. The Encyclopedia of London Crime. Sutton Publishing, 2003. ISBN 0-7509-3302-X (en inglés)
- Meisel, Martin (1983). Realizations: Narrative, Pictorial and Theatrical Arts in Nineteenth-Century England. Princeton (en inglés)
- Rawlings, Philip. Drunks, Whores, and Idle Apprentices: Criminal Biographies of the Eighteenth Century. Routledge (Reino Unido), 1992. ISBN 0-415-05056-1 (en inglés)
- Rogers, Pat. Daniel Defoe: The Critical Heritage. Routledge (Reino Unido), 1995. ISBN 0-415-13423-4 (en inglés)